# Kościół św. Bartłomieja w Porębie Wielkiej
Kościół pod wezwaniem św. Bartłomieja w Porębie Wielkiej – zabytkowy, drewniany kościół parafialny parafii św. Bartłomieja w Porębie Wielkiej. Wybudowany w na początku XVI wieku, w 1644 dobudowano wieżę. Do dziś zachował swój niewiele odtąd zmieniony wygląd. Znajduje się na Szlaku Architektury Drewnianej województwa małopolskiego.

## Architektura
Kościół jest orientowany, wybudowany w architekturze późnogotyckiej. Trójbocznie zamknięte prezbiterium oraz znacznie szersza i dłuższa oraz nieco wyższa nawa na planie prostokąta są konstrukcji zrębowej, częściowo oszalowane deskami o ciemnej barwie, pobite gontem, przykryte są dwuspadowym, dwukalenicowy blaszanym dachem. Do ścian kościoła przylegają dookolne otwarte soboty, a od północy do prezbiterium zakrystia. Wieża jest konstrukcji słupowej, posiada izbicę a zwieńczona jest cebulastym ostrosłupowym hełmem.
W otoczeniu znajduje się kaplica urządzona w wysuszonym pniu starego drzewa przykrytym gontowym daszkiem.

## Wnętrze

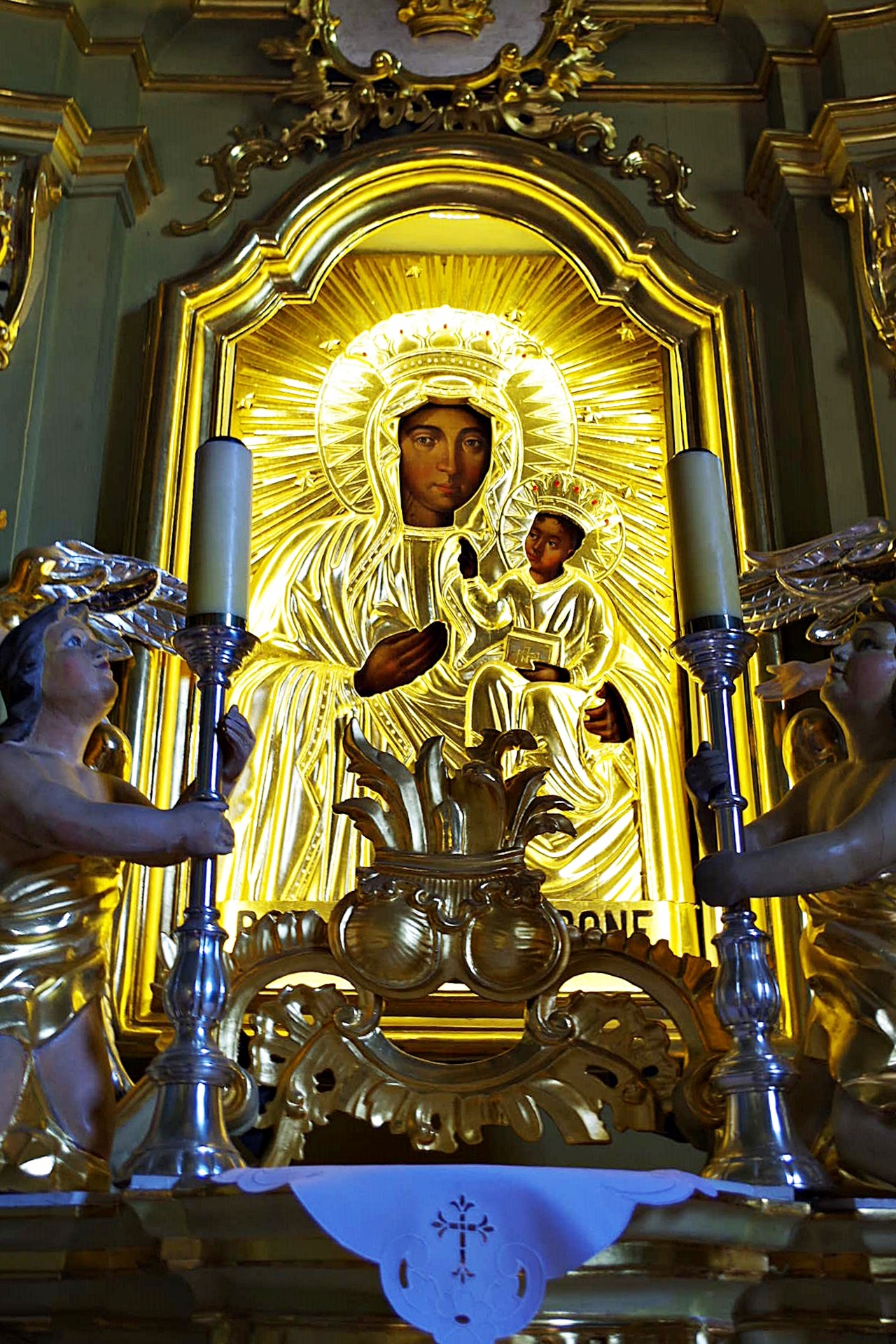
Obraz Matki Bożej z Dzieciątkiem w ołtarzu głównym

Wnętrze nakryte jest płaskimi stropami z zaskrzynieniami. Późnogotyckie portale wejściowe do nawy od południa i do zakrystii wycięte są w tzw. ośli grzbiet. Wnętrze pomalowane jest młodopolską polichromią. Na ścianach wymalowane są figury nawiązujące do Starego Testamentu, a na stropie przedstawiają sceną koronowania Matki Bożej w otoczeniu polskich świętych oraz umierającego powstańca od którego odlatuje orzeł dzierżący miecz, co jest alegorią Polski. Znajdujący się pomiędzy nawą a prezbiterium łuk tęczy jest półkolisty, wyprofilowany i nadwieszony na kroksztynach. Ołtarz główny z obrazem Matki Bożej z Dzieciątkiem, dwa boczne ołtarze oraz ambona są rokokowe, z końca XVIII wieku. Rokokowy jest również prospekt organowy z XVIII wieku, zaś chrzcielnica jest klasycystyczna. W przyziemiu wieży znajdują się liczne feretrony, m.in. przedstawiający Matkę Bożą ze scenami z żywota jej i Chrystusa. Obok nich wisi obraz Koronacji Matki Bożej.